# Шутко Лідія Остапівна
Лі́дія Оста́півна Шутко́ (нар. 21 липня 1947 року, Львів) — українська скрипалька, педагог. Народна артистка України (1994). Мати Остапа Шутка.

## Біографія
Закінчила Львівську державну консерваторію ім. М. Лисенка, аспірантуру Київської консерваторії ім. П. Чайковського (1968, кер. О. Криса), проходила стажування в Московській консерваторії ім. П. Чайковського (кер. Ю.Янкелевич, Д.Ойстрах).
Від 1971 р. викладає у Львівській консерваторії, професор.

## Нагороди
Лідія Шутко стала лауреатом у наступних конкурсах:
- Міжнародний конкурс ім. Й. С. Баха (1972)
- Міжнародний конкурс ім. П. І. Чайковского (1974)
- Міжнародний конкурс ім. Я. Сібеліуса (1980)

2001 року отримала премію С. Людкевича «Львівська слава».